# Evangelische Arbeitervereine
Die evangelischen Arbeitervereine (EAV) entstanden nach Vorläufern im Wesentlichen seit 1882. Seit 1890 waren sie im Gesamtverband der Evangelischen Arbeitervereine zusammengeschlossen. Die Vereine waren strikt antikatholisch und antisozialdemokratisch ausgerichtet. Ihr genaues Selbstverständnis war umstritten und führte zu internen Auseinandersetzungen. Die organisatorische Reichweite war geringer als die der Katholischen Arbeitervereine. Zur Zeit des Nationalsozialismus wurden sie aufgelöst. Nach dem Krieg wurde die Evangelische Arbeitnehmerbewegung (EAB) als Nachfolgeorganisation gegründet.

## Entstehung

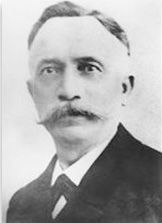
Ludwig Fischer

Wurzeln der Bewegung reichen bis 1835 zurück, als in Erlangen unter Einfluss von Friedrich von Raumer ein erster evangelischer Handwerkerverein gegründet wurde. Einflussreich war 1849 eine Schrift von Johann Hinrich Wichern. Danach reichen christliche Vereinigungen für Hilfsbedürftige nicht aus, wichtig sei auch der Zusammenschluss der Hilfsbedürftigen selbst. Weitere Vorläufer entstanden 1848 und in den folgenden Jahren. So besteht der Würzburger Arbeiterverein seit 1854.
Aber als nennenswerte Bewegung entstanden evangelische Arbeitervereine erst seit 1882. Der Christlich-Soziale Arbeiterverein Gelsenkirchen hatte einen Wahlaufruf zu Gunsten der katholischen Zentrumspartei veröffentlicht, was bei den meist nationalliberal eingestellten evangelischen Mitgliedern zu Protesten führte. Insbesondere der Bergmann Ludwig Fischer aus Gelsenkirchen gründete vor diesem Hintergrund mit anderen einen ersten evangelischen Arbeiterverein. Kurze Zeit später erfolgte eine weitere Vereinsgründung in Gelsenkirchen-Schalke. In der Folge entstanden weitere Vereine zunächst vor allem im Ruhrgebiet.

## Programmatik
Die Vereine waren antikatholisch und antisozialdemokratisch. Sie bekannten sich zur Monarchie und der Dynastie der Hohenzollern. Die Vereine waren Bildungs- und Geselligkeitsvereine mit einer ausgeprägten Festkultur. Darüber hinaus betrieben sie Volksbildung. Es wurden Literaturabende veranstaltet, Laientheater gemacht und Musik gespielt.
Für Rheinland und Westfalen wurde 1884 der erste Provinzialverband gegründet. In einem ersten Statut von 1885 hieß es: Der Evangelische Arbeiterverein steht auf dem Boden des evangelischen Bekenntnisses und hat den Zweck 1. unter den Glaubensgenossen das evangelische Bewusstsein zu wecken und zu fördern, 2. die sittliche Hebung und allgemeine Bildung seiner Mitglieder zu erstreben, 3. ein friedliches Verhältnis zwischen Arbeitgeber und Arbeitnehmer zu wahren und zu pflegen, 4. seine Mitglieder in Krankheits- und Todesfällen zu unterstützen, 5. Treue zu halten gegen Kaiser und Reich.
Die Vereine sahen sich selbst zur Zeit der Weimarer Republik als eine gesinnungsbildende Standesbewegung, „die aus dem sozialen Geist des Evangeliums das soziale Leben gestalten, am Aufstieg des Arbeiterstandes wirken und in der Arbeiterschaft den Kampf um Glaubensgründung durchführen will.“

## Frühe Jahre

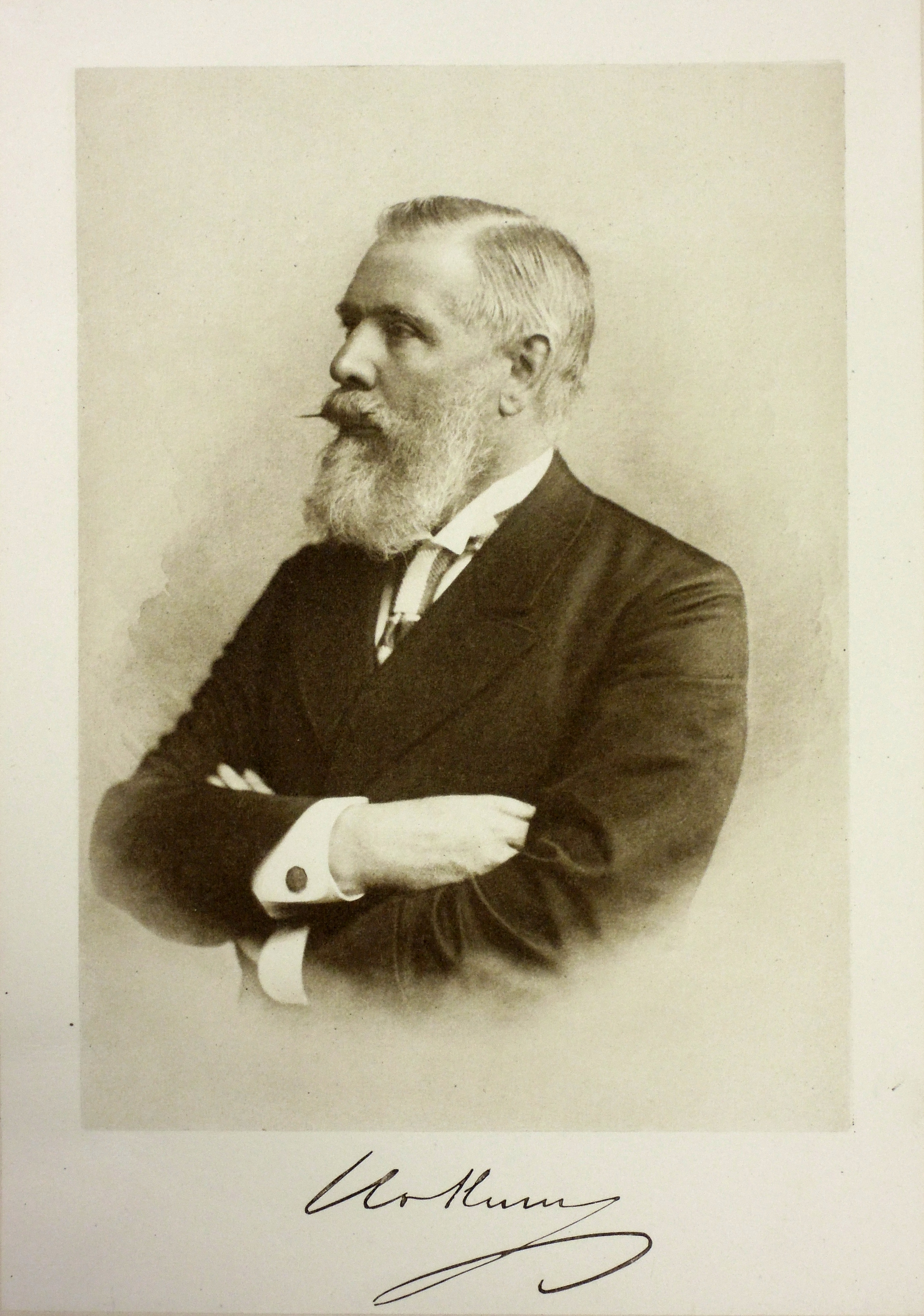
Der Unternehmer Carl Ferdinand von Stumm-Halberg lehnte die Vereine ab.

Nach 1887 kam es zu einer engen Zusammenarbeit der Arbeitervereine mit dem Evangelischen Bund. Beide verstanden sich als ein Bollwerk gegen die Sozialdemokratie und den Katholizismus. Angesichts des wirtschaftsfriedlichen Programms kann es nicht verwundern, dass die Vereine Streiks wie den großen Bergarbeiterstreik von 1889 ablehnten.
Pfarrer Ludwig Weber aus Mönchengladbach fasste die bis dahin bestehenden evangelischen Arbeitervereine ab 1890 im Gesamtverband evangelischer Arbeitervereine zusammen. Unterstützung erhielt er dabei von Adolf Stoecker. Die Vereine breiteten sich über das Ruhrgebiet und weitere Gebiete aus. Ihr Schwerpunkt lag jedoch in Westdeutschland. Im Jahr 1890 hatte der Rheinisch-Westfälische Provinzialverband 73 Mitgliedsvereine mit 20.000 Mitgliedern. Insgesamt gab es in Deutschland zu dieser Zeit etwa 30.000 Mitglieder. Im Unterschied zu den katholischen Arbeitervereinen nahmen die Evangelischen Vereine nicht nur Arbeiter auf, sondern dort waren auch Pfarrer, Lehrer und gar Unternehmer Mitglieder. In der Praxis wirkte sich dies sicherlich unterschiedlich aus. Genaue Angaben liegen für den Arbeiterverein Elberfeld kurz nach der Gründung 1885 vor. Danach hatte der Verein zu dieser Zeit 88 Mitglieder. Davon waren 45 Fabrikarbeiter. Die meisten Übrigen waren Handwerker wie Schuhmacher (20), Maurer (19), Schreiner (16) oder Schneider (9). Die Mehrzahl waren demnach Arbeiter und Handwerker. Daneben gab es einen Förderkreis von „Arbeiterfreunden“ häufig aus den Reihen wohlhabender Kaufleute die den Verein finanziell großzügig unterstützte und so zumindest indirekt Einfluss ausübte.
Trotz der betonten Staatstreue und des Ziels der Verständigung von Arbeitern und Unternehmern wurden die Evangelischen Arbeitervereine von Teilen der Industrie strikt abgelehnt. Carl Ferdinand von Stumm-Halberg erklärte 1895: „Die evangelischen Arbeitervereine stehen in der Gefahr, direkt in das Lager der Sozialdemokratie zu marschieren.“ Ganz ähnlich Wilhelm von Kardorff: „Die evangelischen Geistlichen seien gewiss vom besten Geist für die Arbeiterschaft erfüllt, aber erreichten häufig nur, dass sie der Sozialdemokratie Tausende von Anhänger zuführen.“ Die Vereine verwahrten sich gegen diese Vorwürfe und betonten im Gegenteil, tausende von Arbeitern von der Sozialdemokratie zurückgehalten zu haben. Hemmend für die Entwicklung war auch, dass der preußische Evangelische Oberkirchenrat 1895 vor einer „übermäßigen sozialpolitischen Betätigung der Geistlichen“ warnte.

## Gewerkschaftsstreit

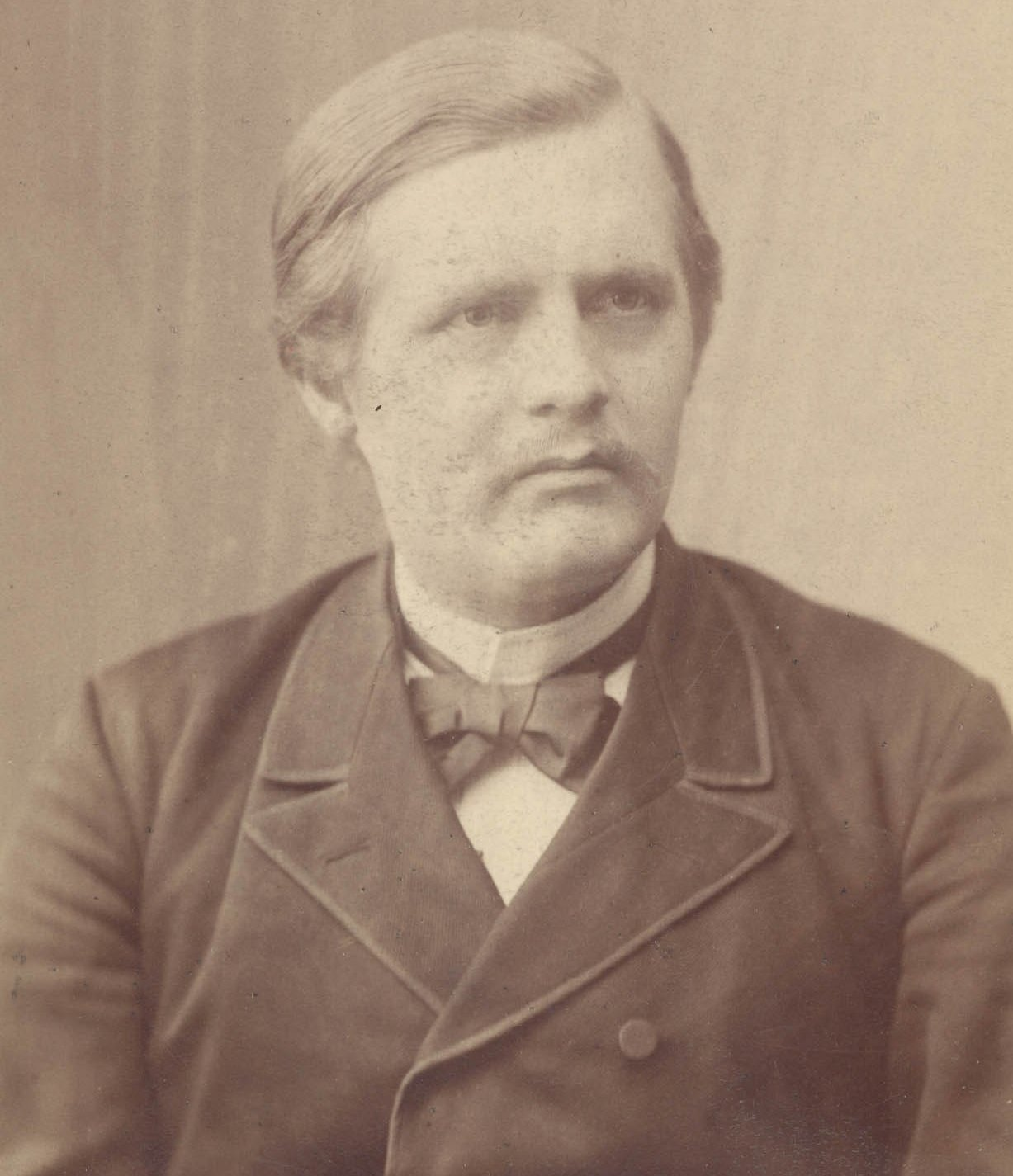
Friedrich Naumann spielte in der Grundsatzdiskussion um die Ausrichtung der Vereine eine wichtige Rolle, konnte sich aber nicht durchsetzen.

Ähnlich wie im katholischen Lager der Gewerkschaftsstreit, kam es innerhalb der Arbeitervereine bald zu Auseinandersetzungen um die Haltung zu den Gewerkschaften und damit über das eigene Selbstverständnis. Es stritten sozialkonservative, wirtschaftsfriedliche, nationalsoziale und liberale Richtungen miteinander. Letztlich ging es darum, ob die Vereine hauptsächlich religiös ausgerichtet sein sollten oder ob sie sich auch als sozialpolitische Organisationen sahen.
Innerhalb des Verbandes bildeten sich mehrere Richtungen heraus. Ein nationalliberal orientierter Flügel betonte die religiöse und nationale Seite der Bewegung. Diese Bochumer Richtung, geführt von einem Fabrikanten Franken und einem Redakteur, wollte den Schwerpunkt auf die religiöse und sozial-karitative Arbeit legen. Aktive sozialpolitische Arbeit lehnte sie ab. Zu dieser Gruppe gehörte auch Ludwig Fischer, der seit 1906 Sekretär der nationalliberalen Partei war. Dieser plädierte dafür, dass die Vereine mehr die „religiöse und patriotische Seite des Programms zu pflegen hätten, während eine intensive soziale Betätigung ein Spielen mit dem Streikfeuer bedeute, das für die gewaltige rheinisch-westfälische Industrie und für das Wohl des ganzen Vaterlandes von unabsehbaren Folgen werden könne“.
Eine zweite Gruppe sprach sich für die Mitarbeit der Arbeitervereinsmitglieder in den christlichen Gewerkschaften aus. Dazu zählte auch Adolf Stoecker. Der christliche Bergarbeiterverband wurde bewusst als interkonfessionelle Organisation gegründet, um auch die evangelischen Bergleute zu organisieren. An der Formulierung der Statuten hatten sich auch Mitglieder der Arbeitervereine beteiligt. Bei Teilen der Spitzen der Arbeitervereine stieß dies auf Kritik, aber es gab auch Befürworter. Dazu gehörte auch der Vorsitzende des Gesamtverbandes Ludwig Weber. An der Gründung des christlichen Bergarbeiterverbandes waren daher auch zahlreiche Mitglieder der evangelischen Arbeitervereine beteiligt. Die Mehrheit der Mitglieder war aber katholisch. Eine weitere Gruppe, die sich meist an Naumann orientierten, sprachen sich für die Mitgliedschaft in den freien Gewerkschaften aus, in der Hoffnung, diese so zu parteipolitischer Neutralität zu veranlassen.
Innerhalb des Verbandes setzte sich zunächst die religiöse-national eingestellte Richtung durch. Der Fabrikant Franken wurde 1896 zum Vorsitzenden des Verbandes gewählt. Die inneren Spannungen bestanden weiter und 1898 wurde der christlich-sozial orientierte Pfarrer Weber zum Vorsitzenden gewählt. Ein Jahr später konnte sich Friedrich Naumann auf einer Delegiertenversammlung in Altona mit einer Resolution durchsetzen. In dieser wurde anerkannt, dass die Vereine nicht nur einen religiösen, sondern auch einen sozialen Charakter hätten. Die Konflikte wurden nicht beigelegt und die Bochumer Richtung trat 1901 mit 7000 Mitgliedern aus dem Gesamtverband aus. Dieser bildete den evangelischen Arbeiterbund, der erst 1916 dem Gesamtverband wieder beitrat. Durch eine Satzungsänderung, wonach nur noch die Provinzialverbandsvorsitzenden und die geschäftsführenden Mitglieder dem Ausschuss des Gesamtverbandes angehören durften, mussten Stoecker und Naumann 1902 aus dem Führungsgremium ausscheiden. Im Jahr 1902 trat der württembergische Verband, der Naumann anhing, mit 4000 Mitgliedern aus dem Gesamtverband aus. Der Gesamtverband gab 1905 eine Erklärung zur Gewerkschaftsfrage ab. Mitgliedschaft in solchen Verbänden, die auf dem Boden des Klassenkampfes standen, wurde weiter abgelehnt. Allerdings bekannte man sich zum Gewerkschaftsgedanken und ließ den „Verbänden und Vereinen die Freiheit, ihre Mitglieder entweder den christlichen oder auch anderen von der Sozialdemokratie nicht abhängigen und der Pflege der christlich-nationalen Idee freilassenden Organisationen zuzuführen.“
Der Historiker Michael Schneider sieht auch dies noch nicht als wirkliche positive Würdigung der christlichen Gewerkschaften durch die evangelischen Arbeitervereine an. Erst als der christliche Bergarbeiterverband sich am Bergarbeiterstreik von 1912 nicht beteiligte, gaben danach die Evangelischen Vereine ihre Zurückhaltung gegenüber den Christlichen Gewerkschaften auf. Enge Verbindungen bestanden auch zu den wirtschaftsfriedlichen gelben Verbänden.

## Weitere Entwicklung

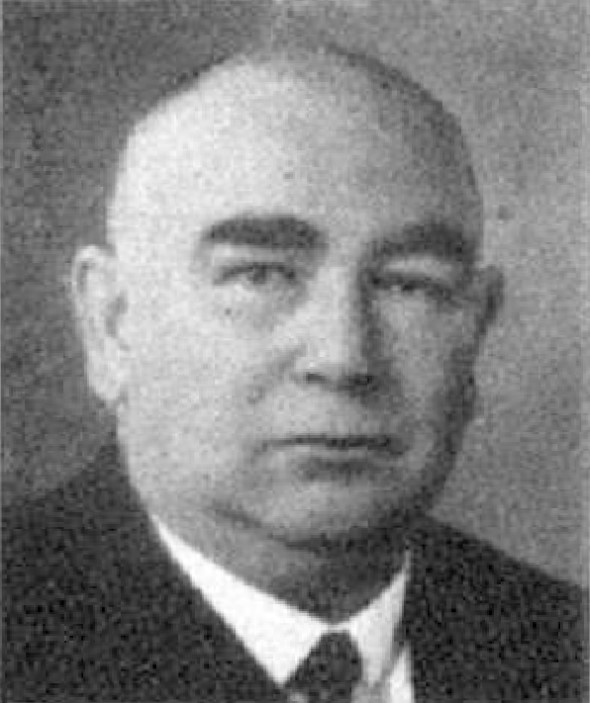
Wilhelm Koch war während der Weimarer Republik zweiter gleichberechtigter Vorsitzender des Gesamtverbandes der evangelischen Arbeitervereine.

Die Zahl der Mitglieder lag 1901 bei 82.000. Sie stieg bis 1911 auf 115.000 und 1915 auf 144.000. Weitere Verbände und Arbeitervereine, die dem Gesamtverband nicht angeschlossen waren, hatten 1915 zusammen 28.000 Mitglieder.
Im Zusammenhang mit dem Ersten Weltkrieg und der Novemberrevolution sank die Mitgliederzahl bis um ein Drittel ab. Im Jahr 1921 wurde eine Neufassung des sozialen Programms des Verbandes verabschiedet. In der Präambel hieß es: „Wir wollen eine Gesinnungsgemeinschaft werktätiger evangelischer Volksgenossen sein.“
Bis 1922 wurde der Verband von Ludwig Weber geführt. Ihm folgte Pfarrer Alfred Werbeck aus Elberfeld. Zweiter gleichberechtigter Vorsitzender war seit 1923 Wilhelm Koch, Reichsverkehrsminister a. D. In den folgenden Jahren konnte sich der Verband erholen. Im Jahr 1925 wurde ein Generalsekretariat in Berlin eröffnet und die interne Kommunikation verbessert.
Als Elemente der Vereinsarbeit vor Ort werden Unterstützungseinrichtungen, Erwerbslosenfürsorge, die Förderung des Siedlungswesens, Abendlehrgänge und primär religiöse Aktivitäten wie Arbeiterbibelstunden genannt. Hinzu kam die Kinder- und Jugendarbeit sowie Feste und Ausflüge. Von den Verbänden wurden Ferien- und Freizeitheime errichtet und die Mitglieder für die Beteiligung kirchlicher Organe wie Synoden geschult.
Seit 1928 bestand als Dachverband der Reichsverband evangelischer Arbeitnehmerverbände Deutschlands. Darin waren zusammengefasst der Gesamtverband der evangelischen Arbeitervereine Deutschlands, der Gesamtverband der evangelischen Arbeiterinnenvereine Deutschlands, der Verband evangelischer Gesellenvereine und die Arbeitsgemeinschaft evangelischer Arbeiterjugend.
Im Jahr 1929 gab es fünfzehn Landesverbände im Gesamtverband christlicher Arbeitervereine Deutschland, die 1933 etwa 100.000 Mitglieder aufwiesen. Noch immer lag der Schwerpunkt in Rheinland-Westfalen mit 42.000 Mitgliedern. Gefolgt von Schlesien mit 11.000 und Baden mit 10.000 Mitgliedern. Württemberg mit über 4000 und Bayern mit 19.000 Mitgliedern standen außerhalb des Gesamtverbandes.
Zu Beginn der nationalsozialistischen Herrschaft kam es zur Auflösung. Nach dem Zweiten Weltkrieg folgte die Wiedergründung zahlreicher Vereine. Im Jahr 1952 wurde die Evangelische Arbeitnehmerbewegung als Nachfolgeorganisation des Gesamtverbandes gegründet. Gegenwärtig (2013) besteht ein Bundesverband Evangelischer Arbeitnehmerorganisationen e. V.